# Amyloathelia
Amyloathelia är ett släkte av svampar. Enligt Catalogue of Life ingår Amyloathelia i familjen Amylocorticiaceae, ordningen Boletales, klassen Agaricomycetes, divisionen basidiesvampar och riket svampar, men enligt Dyntaxa är tillhörigheten istället familjen Amylocorticiaceae, klassen Agaricomycetes, divisionen basidiesvampar och riket svampar.
|              | Ceraceomyces |
|              | |
|              | Amylocorticium |
|              | |
|              | Amylocorticiellum |
|              | |
| Amyloathelia | \| \| Amyloathelia amylacea \| \| \| \| \| \| Amyloathelia crassiuscula \| \| \| \| \| \| Amyloathelia aspera \| \| \| \| |
|              | \| \| Amyloathelia amylacea \| \| \| \| \| \| Amyloathelia crassiuscula \| \| \| \| \| \| Amyloathelia aspera \| \| \| \| |
|              | Amyloxenasma |
|              | |
|              | Podoserpula |
|              | |
|              | Irpicodon |
|              | |
|              | Amyloathelia amylacea |
|              | |
|              | Amyloathelia crassiuscula                                                                                                 |
|              | |
|              | Amyloathelia aspera |
|              | |

|  | Amyloathelia amylacea     |
|  |                           |
|  | Amyloathelia crassiuscula |
|  |                           |
|  | Amyloathelia aspera       |
|  |                           |